# 庆春门

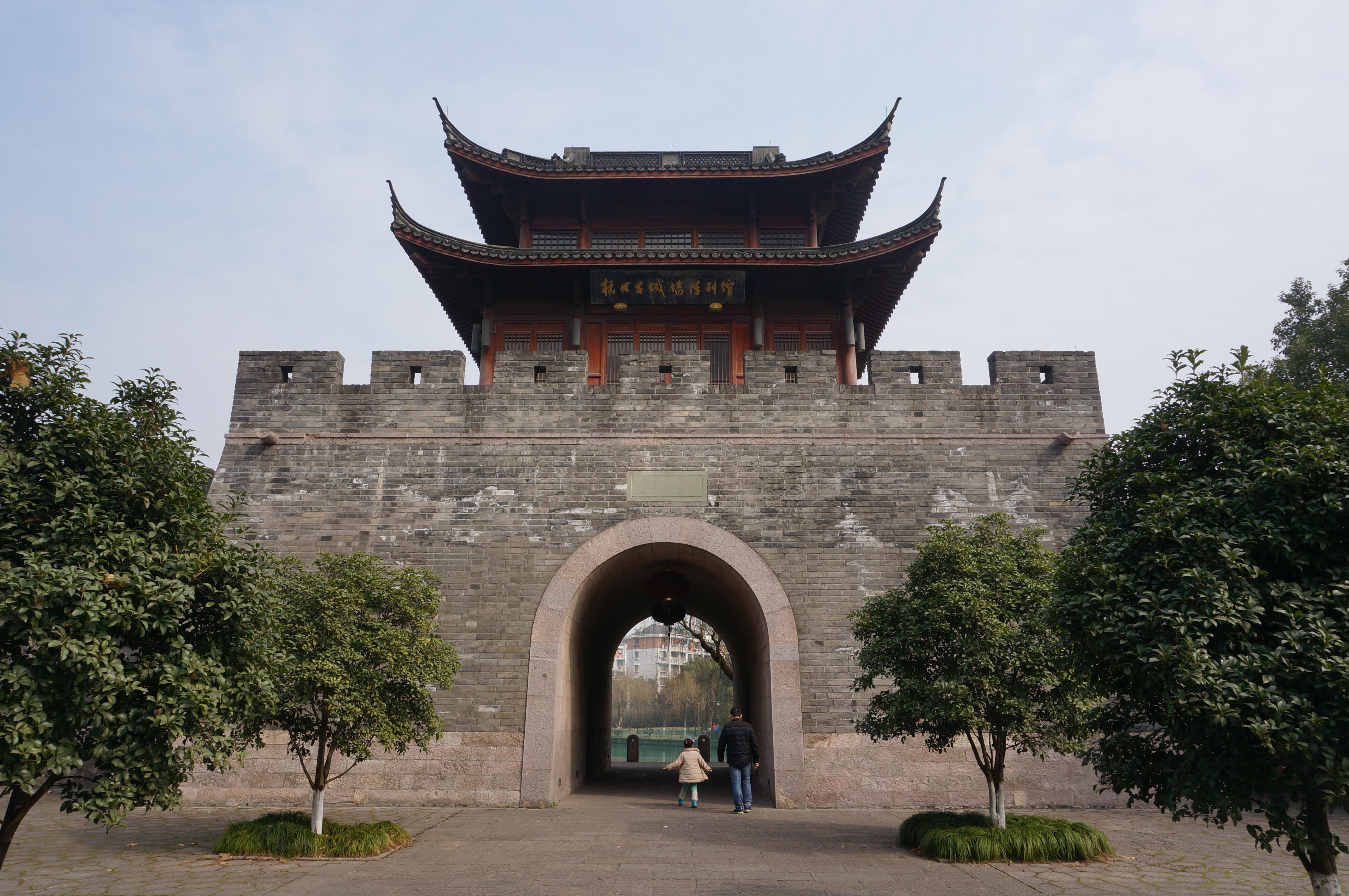
重建后的庆春门，今为杭州古城墙陈列馆，内存古庆春门遗址

庆春门是杭州古城的东门，原名东青门，又称菜市门、太平门，是杭州市十大古城门之一。

## 历史
始建于南宋绍兴二十八年。宋末元初，元兵攻占杭州城，城门被毁。元末至正十九年往东拓展三里重建，新门临近太平桥，改称太平门。明初朱元璋部将常遇春由此门入城，故而改名庆春门。